# Gustaw Kuchinka
Gustaw Kuchinka (ur. 17 marca 1875 w Czerniowcach, zm. 6 grudnia 1923 w Warszawie) – generał brygady Wojska Polskiego.

## Życiorys
Był synem Józefa i Izabelli z domu Pfeiffer. Kształcił się w Koszycach i Wojskowej Szkole Realnej w Hranicach Morawskich. W 1895 został wcielony do Morawsko-Galicyjskiego Pułku Artylerii Fortecznej Nr 2 w Krakowie. W latach 1898–1900 był słuchaczem Szkoły Wojennej w Wiedniu. Po ukończeniu studiów wrócił do macierzystego pułku w Krakowie. W 1901, z tytułem „oficer przydzielony do Sztabu Generalnego”, został przeniesiony Komendy Portu Wojennego w Poli. W latach 1903–1905 dowódca batalionu, potem instruktor w szkole kadetów. Od 1908 profesor Wojskowej Akademii Technicznej w Wiedniu. Odbył podróże naukowe do Serbii, Turcji i Bułgarii. W czasie I wojny światowej dowódca kombinowanego batalionu artylerii w porcie bazie Pola. W 1915 dowódca dywizjonu artylerii ciężkiej - walczył w Karpatach. Ranny. Po wyleczeniu ran dowódca odcinka na froncie włoskim. Potem dowódca pułku artylerii ciężkiej na Wołyniu i w Rumunii. W 1918 ponownie na froncie włoskim. W czasie służby w c. i k. Armii awansował na kolejne stopnie w korpusie oficerów artylerii fortecznej (ze starszeństwem): podporucznika (1 września 1895),  porucznika (1 maja 1899), kapitana 2. klasy (1 listopada 1903), kapitana (1908), majora (1914) i podpułkownika (1 lutego 1916).
8 grudnia 1918 został przyjęty do Wojska Polskiego i mianowany szefem sztabu Dowództwa Okręgu Generalnego „Łódź”. 29 maja 1920 został zatwierdzony z dniem 1 kwietnia 1920 w stopniu pułkownika, w artylerii, w grupie oficerów byłej armii austriacko-węgierskiej. 25 września 1921 został dowódcą 27 Dywizji Piechoty w Kowlu. 3 maja 1922 został zweryfikowany w stopniu generała brygady ze starszeństwem z dniem 1 czerwca 1919 i 26. lokatą w korpusie generałów. W listopadzie 1923 został odkomenderowany w charakterze słuchacza na I Kurs w Centrum Wyższych Studiów Wojskowych w Warszawie. Zmarł nagle w czasie trwania kursu. Pochowany na cmentarzu Rakowickim w Krakowie. Był wszechstronnie wykształcony, znał 5 języków. Żonaty z Antoniną z Kuhnów, miał dwoje dzieci.

## Ordery i odznaczenia
- Krzyż Komandorski Orderu Odrodzenia Polski – 2 maja 1923[6][7],

w czasie służby w c. i k. Armii otrzymał:
- Order Korony Żelaznej 3. klasy z dekoracją wojenną i mieczami,
- Krzyż Zasługi Wojskowej 3 klasy z dekoracją wojenną i mieczami,
- Krzyż Zasługi Wojskowej 3 klasy,
- Signum Laudis Srebrny Medal Zasługi Wojskowej na wstążce Krzyża Zasługi Wojskowej,
- Signum Laudis Brązowy Medal Zasługi Wojskowej z mieczami na wstążce Krzyża Zasługi Wojskowej,
- Krzyż Wojskowy Karola,
- Brązowy Medal Jubileuszowy Pamiątkowy dla Sił Zbrojnych i Żandarmerii,
- Krzyż Jubileuszowy Wojskowy[8].